# Sarcelle australasienne
Anas gracilis
Espèce
Statut de conservation UICN

 LC  : Préoccupation mineure
La Sarcelle australasienne (Anas gracilis) est une espèce de canard barboteur de la famille des Anatidae.

## Sous-espèces
Selon la classification de référence du Congrès ornithologique international (version 15.1, 2025) :
- Anas gracilis gracilis Buller, 1869 — de la Nouvelle-Guinée à l'Australie, le Vanuatu, Grande Terre, l'Île du Nord et l'Île du Sud ;
- Anas gracilis remissa Ripley, 1942 — Rennell